# وادي فورتيتيود (كوينزلاند)
«وادي فورتيتيود (بالإنجليزية: Fortitude Valley)‏ (غالبًا ما يطلق عليها السكان المحليون اسم «الوادي») هي ضاحية داخلية لمدينة بريزبان، عاصمة ولاية كوينزلاند، أستراليا. في تعداد عام 2021، بلغ عدد سكان وادي فورتيتيود 9،708 نسمة. تتميز الضاحية بوجود مركزين للمشاة في برونزويك ستريت مول والحي الصيني، وهي واحدة من مراكز الحياة الليلية في بريزبان، وتشتهر بنواديها الليلية وحاناتها وترفيهها للبالغين.